# Ulje od kikirikija
Kikiriki ulje se dobiva ekstrakcijom iz sjemenki kikirikija i sadrži 20% zasićenih, 50% mononezasićenih i 30% polinezasićenih masnih kiselina. Ima visoku točku topljenja i dimljenja, pa se koristi za prženje u dubokom ulju. Osim za kuhanje, koristi se i u proizvodnji margarina, ribljih konzervi, čokolade, keksa i finog peciva. Popularno je i u kozmetičkoj industriji, jer omekšava kožu zbog velikog sadržaja bjelančevina. Ima visok sadržaj folne kiseline, koja pomaže regenerativna svojstva stanica. Bogato je linolnom kiselinom, vitaminom E i kalijem.

## Kikiriki
Kikiriki potječe iz Južne Amerike i poznat je već više od 1000 godina. Imao je važnu ulogu u prehrani Asteka i drugih indijanskih plemena Južne Amerike i Meksika. Uzgajale su ga i Inke. Španjolci i Portugalci prenijeli su ga na afrički kontinent, a kasnije se proširio na cijeli svijet.

### Opis i podrijetlo
Iako bi ga mnogi svrstali u orašaste plodove, botanički, kikiriki pripada porodici mahunarki zajedno s graškom, lećom, grahom i drugima. Još jedna zanimljivost je i ta da se cvjetovi biljke razvijaju iznad zemlje, a zatim se zbog svoje težine savijaju prema zemlji i ulaze unutar nje, gdje se razvijaju i sazrijevaju mahune kikirikija. Svjetlosmeđa ljuska s okomitim linijama sadrži dva ili tri zrna kikirikija. Svako ovalno zrno sastoji se od dvije polovice koje su prekrivene crveno-smeđom tankom kožicom.
U jugoistočnoj Aziji kikiriki se upotrebljava u pripremi satay umaka, a na Zapadu popečen i slan, kao snack.

### Energetska i nutritivna vrijednost
Energetska vrijednost 100 g sirovog kikirikija iznosi 567 kcal / 2374 kJ, od toga sadrži 49,2% masti, 25,8% bjelančevina i 16,1% ugljikohidrata. 
Kikiriki sadrži obilje raznolikih minerala: bakar (1,1 mg što čini 110% od RDA), mangan (1,9 mg što čini 96,5% od RDA), fosfor (376 mg što čini 53,7% od RDA), magnezija (168 mg što čini 44,8% od RDA), kalij (705 mg što čini 35,3% od RDA), cink (3,3 mg što čini 33% od RDA), željezo (4,6 mg što čini 32,7% od RDA), selenij (7,2 mg što čini 13% od RDA), kalcij (92 mg što čini 11,5% od RDA) i kolin (52,5 mg, nema preporuka).
Od vitamina kikiriki sadrži tiamin ili vitamin B1 (0,64 mg što čini 58% od RDA), riboflavin ili vitamin B2 (0,135 mg što čini 19% od RDA), niacin ili vitamin B3 (12 mg što čini 75% od RDA), pantotensku kiselinu ili vitamin B5 (1,77 mcg što čini 29% od RDA), piridoksin ili vitamin B6 (0,35 mg što čini 25% od RDA), folnu kiselinu ili vitamin B9 (144 mcg što čini 72% od RDA), vitamin E (8,3 mg što čini 69% od RDA).
Kikiriki u 100 g sadrži 8,5 g dijetalnih vlakana i 220 mg fitosterola.

### Ljekovitost
Ako vam se čini da nije pametno uživati u prženom i slanom kikirikiju ili maslacu od kikirikija jer nije zdrav, razmislite još jednom. Ovaj na izgled skromni plod krije iznenađujuća ljekovita svojstva. 
Znanstveno je dokazano da kikirikijem ili maslacem od kikirikija obogaćena prehrana može smanjiti postotak oboljenja od kardiovaskularnih bolesti za čak 21%. Zašto je to tako? Kikiriki je naime dobar izvor pozitivnih mononezasićenih masti (primjerice oleinske, koja se nalazi i u maslinovom ulju), sadrži vitamin E, vitamine B kompleksa, mineral mangan i dijetalna vlakna. Kikiriki je i izvor resveratrola, zanimljivog fitonutrijenta koji ima antioksidativna, antimikrobna i antigljivična svojstva. Možda ste čuli da se nalazi u crvenom grožđu ili crvenom vinu, znanstvenici smatraju da je on odgovoran za tzv. francuski paradoks, prehrana s nemalim udjelom masti, a niži rizik od kardiovaskularnih oboljenja nego bilo gdje drugdje u svijetu. 
Znanstveni rad objavljen u British Journal of Nutrition ispitao je podatke četiri epidemiološke studije o povezanosti konzumacije orašastih plodova i kikirikija i zdravlja kardiovaskularnog sustava, te su otkriveni iznenađujući podaci. Osobe koje su konzumirale orašaste plodove i kikiriki, barem četiri puta tjedno, imale su za 37% manji rizik od oboljenja kardiovaskularnog sustava, uspoređujući s onima koji rijetko jedu tu hranu, a jedan obrok više smanjuje rizik za dodatnih 8,3%. Najjednostavnija primjena kikirikija je da ga posipate kao dodatak miješanim salatama, krem juhama od povrća i pirjanim jelima od piletine i povrća.
Jeste li znali da kikiriki sadrži udio antioksidanata podjednak ili čak veći od nekih vrsta voća? Zanimljivo je da prženi kikiriki ima podjednak udio antioksidanata kao i jagode i kupine, a bogatiji je antioksidantima od jabuke, mrkve ili cikle. Ispitivanje objavljeno u znanstvenom časopisu Food Chemistry provedeno na Sveučilištu u Floridi pokazuje da kikiriki ima visok udio antioksidanta kumarinske kiseline, a prženjem se taj udio pojačava za 22%. Zahvaljujući većem sadržaju fitonutrijenata i dijetalnih vlakana, smatra se da kikiriki može zaštititi organizam od pojave raka debelog crijeva, što potvrđuju studije objavljene u Nutrition and Cancer i World Journal of Gastroenterology. Rezultati pokazuju da dva obroka kikirikija tjedno smanjuju rizik od raka debelog crijeva za 58% kod žena i 27% kod muškaraca. Kako bismo smanjili rizik od pojave raka, predlažemo ukusni snack s kikiriki maslacem na tostu od cjelovitih žitarica ili na krekerima, žlicu maslaca možete dodati i u jutarnji smoothie, a šaka suho prženih kikirikija uz čašu soka od rajčice može vam biti poslijepodnevni snack, a za ručak predlažemo da curry umaku dodate kikiriki ili smeđu rižu pomiješate sa sezamovim uljem, nasjeckanim kikirikijem i začinima po želji.
Kod kupovine kikiriki maslaca preporučujemo pročitati na deklaraciji da li sadrži hidrogenirane masti i šećer, ako je moguće kupite maslac od organski uzgojenog kikirikija, koji pored toga sadrži samo sol. Dokazi studije objavljene u Journal of Neurology, Neurosurgery and Psychiatry pokazuje da se redovitom konzumacijom hrane bogate niacinom, a to je i kikiriki, može zaštititi od Alzheimerove bolesti i gubitka pamćenja koji dolazi sa starošću. Podaci prikupljeni tijekom 20 godina od 80 000 žena pokazuju da oko 30 g orašastih plodova, kikirikija ili kikiriki maslaca tjedno smanjuje rizik od pojave žučnih kamenaca za 25%. 
Kikiriki se često izbjegava zbog velikog broja kalorija. Međutim, u znanstvenom časopisu Obesity objavljeno je da osobe koje jedu orašaste plodove i kikiriki najmanje dva puta tjedno imaju mnogo manju šansu za dobivanje na težini od onih koje gotovo nikad ne jedu tu hranu.
Na kraju moramo upozoriti da kod osjetljivih osoba kikiriki može izazivati alergijske reakcije kao što su osip, glavobolja, probleme s probavom, nesanicu, čak i depresiju. Znanstvenici diljem svijeta pokušavaju naći rješenje za alergije na hranu razvijanjem imunoterapijskih strategija, a jedna mogućnost je i uzgoj kikirikija bez alergena.
Uz kikiriki se često veže i kancerogeni aflatoksin, kojeg stvaraju plijesni, kojima je kikiriki izuzetno podložan. Pridržavanjem strogih zakona, odgovarajućim skladištenjem sirovog kikirikija i prženjem, razina toksina svodi se na minimum.

## Usporedba s drugim jestivim uljima
|                                     | Ukupno masti (g) | Zasićene masti (g) | Mononezasićene masti (g) | Polinezasićene masti (g) | Točka dimljenja (°C) |
| ----------------------------------- | ---------------- | ------------------ | ------------------------ | ------------------------ | -------------------- |
| Suncokretovo ulje                   | 100              | 11                 | 20                       | 69                       | 225                  |
| Sojino ulje                         | 100              | 16                 | 23                       | 58                       | 257                  |
| Maslinovo ulje                      | 100              | 14                 | 73                       | 11                       | 190                  |
| Kukuruzno ulje                      | 100              | 15                 | 30                       | 55                       | 230                  |
| Kikiriki ulje                       | 100              | 17                 | 46                       | 32                       | 225                  |
| Biljno kruto ulje (hidrogenizirano) | 71               | 23 (34%)           | 8 (11%)                  | 37 (52%)                 | 165                  |
| Svinjska mast                       | 100              | 39                 | 45                       | 11                       | 190                  |
| Loj                                 | 94               | 52 (55%)           | 32 (34%)                 | 3 (3%)                   | 200                  |
| Maslac                              | 81               | 51 (63%)           | 21 (26%)                 | 3 (4%)                   | 150                  |

## Biodizel
Rudolf Diesel svoj je prvi čelični, trimetarski, jednocilindrični motor sa zamašnjakom, upogonio ničim drugim, nego kikiriki uljem 10. kolovoza 1893. u Augsburgu u Njemačkoj. Za uspomenu na taj dogođaj 10.kolovoza je proglašen za "Međunarodni dan biodizela". U svom govoru 1912., Rudolf Diesel je napomenuo da je korištenje jestivog ulja za dizelske motore možda beznačajno za to vrijeme, ali da će doći vrijeme kada će jestivo ulje kao gorivo biti iste važnosti kao i nafta.
Biodizel se najčešće dobiva iz biljnih ulja transesterifikacijom triglicerida, pa se tako može dobiti i iz kikiriki ulja. Pri tome zamjenom glicerola s metanolom od jedne molekule triglicerida nastaju tri molekule monoalkilnih estera pa su zbog smanjenja molekulske mase fizička svojstva biodizela pogodna za korištenje u nemodificiranim motorima. Može se proizvoditi iz biljnih ulja, recikliranog otpadnog jestivog ulja ili životinjske masti, procesom transesterifikacije, pri čemu kao sporedni proizvod nastaje glicerol. Izbor osnovne sirovine za dobivanje biodizela zavisi od odgovarajućih uvjeta i prilika, pa se u Europi se za proizvodnju biodizela najviše koristi ulje uljane repice (82,8%) i ulje suncokreta (12,5%), dok se u Americi najviše koristi ulje soje, a u azijskim zemljama se koristi i palmino ulje.